# Portugal op de Olympische Zomerspelen 2008
Portugal nam deel aan de Olympische Zomerspelen 2008 in Peking, China. Portugal debuteerde op de Zomerspelen in 1912 en deed in 2008 voor de 22e keer mee. Voor het eerst sinds 1996 werd weer goud gewonnen; de vierde gouden medaille ooit.

## Medailleoverzicht
| Sport    | Olympiër          | Discipline             | Medaille |
| -------- | ----------------- | ---------------------- | -------- |
| Atletiek | Nelson Evora      | hink-stap-springen (m) | Goud     |
| Triatlon | Vanessa Fernandes | vrouwen                | Zilver   |

## Deelnemers en resultaten

### Atletiek
| Olympiër          | Onderdeel                | Resultaat | Prestatie                                                                       |
| ----------------- | ------------------------ | --------- | ------------------------------------------------------------------------------- |
| Francis Obikwelu  | 100m (m)                 | 11e       | serie 7: 1ste in 10,25 kwartfinale 4: 3de in 10,09 halve finale 2: 6de in 10,10 |
| Arnaldo Abrantes  | 200m (m)                 | 52e       | serie 2: 8ste in 21,46                                                          |
| Francis Obikwelu  | 200m (m)                 | DNS       | series: niet gestart                                                            |
| Rui Pedro Silva   | 10000m (m)               | 34e       | 29.09,03                                                                        |
| Edivaldo Monteiro | 400m horden (m)          | 20e       | serie 1: 6de in 49,89                                                           |
| Alberto Paulo     | 3000m steeplechase (m)   | 34e       | serie 1: 11de in 8.39,11                                                        |
| Paulo Gomes       | marathon (m)             | 30e       | 2:18.15                                                                         |
| Hélder Ornelas    | marathon (m)             | 46e       | 2:23.20                                                                         |
| João Vieira       | 20km snelwandelen (m)    | 32e       | 1:25.05                                                                         |
| Sérgio Vieira     | 20km snelwandelen (m)    | 45e       | 1:29.51                                                                         |
| Augusto Cardoso   | 50km snelwandelen (m)    | 40e       | 1:25.05                                                                         |
| António Pereira   | 50km snelwandelen (m)    | 11e       | 1:29.51                                                                         |
| João Vieira       | 50km snelwandelen (m)    | DNS       | niet gestart                                                                    |
| Nelson Évora      | hink-stap-springen (m)   | Goud      | kwalificatie groep A: 2de met 17,34m finale: 1ste met 17,67m                    |
| Marco Fortes      | kogelstoten (m)          | 38e       | kwalificatie groep B: 20ste met 18,05m                                          |
|                   |                          |           |                                                                                 |
| Carmo Tavares     | 800m (v)                 | 21e       | serie 6: 6de in 2.01,91                                                         |
| Jéssica Augusto   | 5000m (v)                | 26e       | serie 1: 14de in 16.05,71                                                       |
| Jéssica Augusto   | 3000m steeplechase (v)   | 20e       | serie 2: 5de in 9.30,23                                                         |
| Clarisse Cruz     | 3000m steeplechase (v)   | 34e       | serie 1: 15de in 9.49,45                                                        |
| Sara Moreira      | 3000m steeplechase (v)   | 22e       | serie 3: 9de in 9.34,39                                                         |
| Ana Dias          | marathon (v)             | 46e       | 2:36.25                                                                         |
| Inês Monteiro     | marathon (v)             | DNF       | niet gefinisht                                                                  |
| Marisa Rodrigues  | marathon (v)             | 32e       | 2:34.08                                                                         |
| Ana Cabecinha     | 20km snelwandelen (v)    | 8e        | 1:27.45 (NR)                                                                    |
| Susana Feitor     | 20km snelwandelen (v)    | DNF       | niet gefinisht                                                                  |
| Vera Santos       | 20km snelwandelen (v)    | 10e       | 1:28.14                                                                         |
| Naide Gomes       | verspringen (v)          | 32e       | kwalificatie groep A: 15de met 6,29m                                            |
| Sandra Tavares    | polsstokhoogspringen (v) | 19e       | kwalificatie groep A: 11de met 4,30m                                            |
| Sílvia Cruz       | speerwerpen (v)          | 24e       | kwalificatie groep A: 13de met 57,06m                                           |
| Vânia Silva       | kogelslingeren (v)       | 46e       | kwalificatie groep A: 22ste met 59,42m                                          |

### Badminton
| Olympiër          | Onderdeel     | Resultaat | Prestatie                                          |
| ----------------- | ------------- | --------- | -------------------------------------------------- |
| Marco Vasconcelos | enkelspel (m) | 33e       | 1ste ronde: V van IND Sridhar: 0-2 (16-21, 14-21)  |
|                   |               |           |                                                    |
| Ana Moura         | enkelspel (v) | 33e       | 1ste ronde: V van SUI Cicognini: 0-2 (9-21, 13-21) |

### Boogschieten
| Olympiër   | Onderdeel       | Resultaat | Prestatie                                                                  |
| ---------- | --------------- | --------- | -------------------------------------------------------------------------- |
| Nuno Pombo | individueel (m) | 50e       | plaatsingsronde: 42ste met 650 punten 1ste ronde: V van TUR Ergin: 103-106 |

### Gymnastiek
| Olympiër        | Onderdeel  | Resultaat  | Prestatie                           |
| Trampoline      | Trampoline | Trampoline | Trampoline                          |
| --------------- | ---------- | ---------- | ----------------------------------- |
| Diogo Ganchinho | mannen     | 11e        | kwalificatie: 11de met 69,10 punten |
|                 |            |            |                                     |
| Ana Rente       | vrouwen    | 16e        | kwalificatie: 16de met 31,60 punten |

### Judo
| Olympiër       | Onderdeel | Resultaat | Prestatie |
| -------------- | --------- | --------- | --- |
| Pedro Dias     | -66kg (m) | 9e        | 1ste ronde: vrij 2de ronde: W van VEN Ortiz: waza-ari 3de ronde: W van BRA Derly: waza-ari kwartfinale: V van PRK Pak: koka herkansingen: V van ITA Casale: ippon                              |
| João da Pina   | -73kg (m) | 13e       | 1ste ronde: W van CAN Tritton: yuko 2de ronde: V van IRI Maloumat: waza-ari herkansingen: V van JPN Kanamaru: yuko                                                                             |
| João Neto Male | -81kg (m) | 9e        | 1ste ronde: W van GEO Gavashelishvili: ippon 2de ronde: W van ALB Topalli: ippon 3de ronde: W van CUB Cardenas: ippon kwartfinale: V van KOR Kim: koka herkansingen: V van POL Krawczyk: ippon |
|                |           |           | |
| Ana Hormigo    | -48kg (v) | 7e        | 1ste ronde: W van IND Tomb: ippon 2de ronde: V van PRK Pak: ippon herkansingen: W van KAZ Nurgazina: koka herkansingen 2: V van RUS Bogdanova: waza-ari                                        |
| Telma Monteiro | -48kg (v) | 7e        | 1ste ronde: vrij 2de ronde: W van RUS Kharitonova: waza-ari kwartfinale: V van CHN Xian: ippon herkansingen: V van ESP Carrascosa: waza-ari                                                    |

### Kanovaren
| Olympiër                       | Onderdeel     | Resultaat | Prestatie                                                |
| ------------------------------ | ------------- | --------- | -------------------------------------------------------- |
| Emanuel Silva                  | K-1 500m (m)  | 17e       | serie 2: 6de in 1.42,513 halve finale 1: 5de in 1.45,985 |
| Emanuel Silva                  | K-1 1000m (m) | 10e       | serie 1: 4de in 3.31,843 halve finale 2: 4de in 3.34,508 |
|                                |               |           |                                                          |
| Teresa Portela                 | K-1 500m (v)  | 14e       | serie 2: 6de in 1.53,761 halve finale 1: 6de in 1.54,831 |
| Beatriz Gomes Helena Rodrigues | K-2 500m (v)  | 11e       | serie 2: 7de in 1.47,588 halve finale: 5de in 1.46,021   |

### Paardensport
| Olympiër                                | Onderdeel   | Resultaat | Prestatie                     |
| Dressuur                                | Dressuur    | Dressuur  | Dressuur                      |
| --------------------------------------- | ----------- | --------- | ----------------------------- |
| Miguel Duarte                           | individueel | DNS       | Grand Prix: niet gestart      |
| Carlos Pinto                            | individueel | 39e       | Grand Prix: 39ste met 61,708% |
| Daniel Pinto                            | individueel | 33e       | Grand Prix: 33ste met 63,083% |
| Miguel Duarte Carlos Pinto Daniel Pinto | team        | DNF       | niet gefinisht                |

### Roeien
| Olympiër                | Onderdeel              | Resultaat | Prestatie |
| ----------------------- | ---------------------- | --------- | --- |
| Pedro Fraga Nuno Mendes | lichte dubbel-twee (m) | 8e        | serie 4: 3de in 6.24,35 herkansingen: 1ste in 6.39,07 halve finale 2: 6de in 6.39,23 finale B: 2de in 6.28,47 |

### Schermen
| Olympiër        | Onderdeel  | Resultaat | Prestatie                                                                   |
| --------------- | ---------- | --------- | --------------------------------------------------------------------------- |
| Joaquim Videira | degen (m)  | 26e       | 1ste ronde: W van RSA Torrente: 15-10 2de ronde: V van POL Zawrotniak: 9-15 |
|                 |            |           |                                                                             |
| Débora Nogueira | floret (v) | 26e       | 1ste ronde: V van CHN Su: 4-15                                              |

### Schietsport
| Olympiër        | Onderdeel            | Resultaat | Prestatie                                              |
| --------------- | -------------------- | --------- | ------------------------------------------------------ |
| João Costa      | 50m pistool (m)      | 33e       | kwalificatie: 33ste met 549 punten (93-95-91-95-88-87) |
| João Costa      | 10m luchtpistool (m) | 18e       | kwalificatie: 18de met 579 punten (100-95-97-95-97-95) |
| Manuel da Silva | trap (m)             | 27e       | kwalificatie: 27ste met 111 punten (22-23-23-22-21)    |

### Taekwondo
| Olympiër    | Onderdeel | Resultaat | Prestatie                                                             |
| ----------- | --------- | --------- | --------------------------------------------------------------------- |
| Pedro Póvoa | -58kg (m) | 7e        | 1ste ronde: V van DOM Mercedes: 0-3 herkansingen: V van TPE Chu: -1-1 |

### Tafeltennis
| Olympiër       | Onderdeel     | Resultaat | Prestatie |
| -------------- | ------------- | --------- | --- |
| Tiago Apolónia | enkelspel (m) | 49e       | voorronde: vrij 1ste ronde: V van DOM Ju: 1-4 (11-2, 11-13, 4-11, 5-11, 10-12)                                                                        |
| Marcos Freitas | enkelspel (m) | 33e       | voorronde: vrij 1ste ronde: W van EGY Lashin: 4-1 (10-12, 11-4, 11-8, 11-8, 11-6) 2de ronde: V van SIN Yang: 2-4 (4-11, 11-6, 11-2, 3-11, 9-11, 6-11) |
| João Monteiro  | enkelspel (m) | 33e       | voorronde: vrij 1ste ronde: V van NGR Toriola: 3-4 (11-5, 7-11, 7-11, 11-5, 9-11, 11-9, 7-11)                                                         |

### Triatlon
| Olympiër          | Onderdeel | Resultaat | Prestatie  |
| ----------------- | --------- | --------- | ---------- |
| Duarte Marques    | mannen    | 45e       | 1:55.06,57 |
| Bruno Pais        | mannen    | 17e       | 1:50.40,22 |
|                   |           |           |            |
| Vanessa Fernandes | vrouwen   | Zilver    | 1:59.34,63 |

### Wielersport
| Olympiër      | Onderdeel        | Resultaat | Prestatie |
| Weg           | Weg              | Weg       | Weg       |
| ------------- | ---------------- | --------- | --------- |
| André Cardoso | wegwedstrijd (m) | 72e       | 6:39.42   |
| Nuno Ribeiro  | wegwedstrijd (m) | 72e       | 6:39.42   |

### Zeilen
| Olympiër                        | Onderdeel | Resultaat | Prestatie                                     |
| ------------------------------- | --------- | --------- | --------------------------------------------- |
| João Rodrigues                  | RS:X (m)  | 11e       | 101 punten: (18-10-10-8-14-16-9-3-13-19)      |
| Gustavo Lima                    | laser (m) | 4e        | 76 punten: (5-8-3-27-17-6-16-8-3-10)          |
| Álvaro Marinho Miguel Nunes     | 470 (m)   | 8e        | 102 punten: (2-8-15-6-11-7-9-OCS-10-14-20)    |
| Afonso Domingos Bernardo Santos | 470 (m)   | 8e        | 72 punten: (3-3-10-OCS-13-3-5-7-7-9-12)       |
|                                 |           |           |                                               |
| Francisco Andrade Jorge Lima    | 49er      | 11e       | 100 punten: (12-7-9-11-4-DNS-10-6-5-11-13-12) |

### Zwemmen
| Olympiër           | Onderdeel             | Resultaat | Prestatie                     |
| ------------------ | --------------------- | --------- | ----------------------------- |
| Tiago Venâncio     | 100m vrije slag (m)   | 45e       | serie 5: 7de in 50,30         |
| Tiago Venâncio     | 200m vrije slag (m)   | 39e       | serie 5: 8ste in 1.50,24      |
| Fernando Costa     | 1500m vrije slag (m)  | 29e       | serie 2: 6de in 15.26,21      |
| Pedro Oliveira     | 200m rugslag (m)      | 28e       | serie 3: 6de in 2.01,08       |
| Carlos Almeida     | 200m schoolslag (m)   | 34e       | serie 2: 1ste in 2.13,34 (NR) |
| Simão Morgado      | 100m vlinder slag (m) | 33e       | serie 5: 3de in 52,80 (NR)    |
| Pedro Oliveira     | 200m vlinderslag (m)  | 24e       | serie 3: 2de in 1.57,41 (NR)  |
| Diogo Carvalho     | 200m wisselslag (m)   | 18e       | serie 6: 7de in 2.00,66       |
| Arsenyi Lavrentyev | 10km open water (m)   | 22e       | 2:03.39,6                     |
|                    |                       |           |                               |
| Diana Gomes        | 100m schoolslag (v)   | 26e       | serie 4: 3de in 1.10,2        |
| Diana Gomes        | 200m schoolslag (v)   | 29e       | serie 3: 5de in 2.30,18       |
| Sara Oliveira      | 100m vlinderslag (v)  | 35e       | serie 3: 3de in 59,48 (NR)    |
| Sara Oliveira      | 200m vlinderslag (v)  | 19e       | serie 2: 3de in 2.10,14       |
| Daniela Inácio     | 10km open water (v)   | 17e       | 2:00.59,0                     |

Afghanistan · Albanië · Algerije · Amerikaanse Maagdeneilanden · Amerikaans-Samoa · Andorra · Angola · Antigua en Barbuda · Argentinië · Armenië · Aruba · Australië · Azerbeidzjan · Bahama's · Bahrein · Bangladesh · Barbados · België · Belize · Benin · Bermuda · Bhutan · Bolivia · Bosnië en Herzegovina · Botswana · Brazilië · Britse Maagdeneilanden · Bulgarije · Burkina Faso · Burundi · Cambodja · Canada · Centraal-Afrikaanse Republiek · Chili · China · Chinees Taipei · Colombia · Comoren · Congo-Brazzaville · Congo-Kinshasa · Cookeilanden · Costa Rica · Cuba · Cyprus · Denemarken · Djibouti · Dominica · Dominicaanse Republiek · Duitsland · Ecuador · Egypte · El Salvador · Equatoriaal-Guinea · Eritrea · Estland · Ethiopië · Fiji · Filipijnen · Finland · Frankrijk · Gabon · Gambia · Georgië · Ghana · Grenada · Griekenland · Groot-Brittannië · Guam · Guatemala · Guinee · Guinee‑Bissau · Guyana · Haïti · Honduras · Hongarije · Hongkong · Ierland · IJsland · India · Indonesië · Irak · Iran · Israël · Italië · Ivoorkust · Jamaica · Japan · Jemen · Jordanië · Kaaimaneilanden · Kaapverdië · Kameroen · Kazachstan · Kenia · Kirgizië · Kiribati · Koeweit · Kroatië · Laos · Lesotho · Letland · Libanon · Liberia · Libië · Liechtenstein · Litouwen · Luxemburg · Macedonië · Madagaskar · Malawi · Malediven · Maleisië · Mali · Malta · Marshalleilanden · Marokko · Mauritanië · Mauritius · Mexico · Micronesië · Moldavië · Monaco · Mongolië · Montenegro · Mozambique · Myanmar · Namibië · Nauru · Nederland · Nederlandse Antillen · Nepal · Nicaragua · Nieuw-Zeeland · Niger · Nigeria · Noord-Korea · Noorwegen · Oeganda · Oekraïne · Oezbekistan · Oman · Oostenrijk · Oost‑Timor · Pakistan · Palau · Palestina · Panama · Papoea-Nieuw-Guinea · Paraguay · Peru · Polen · Portugal · Puerto Rico · Qatar · Roemenië · Rusland · Rwanda · Saint Kitts en Nevis · Saint Lucia · Saint Vincent en Grenadines · Salomonseilanden · Samoa · San Marino · Sao Tomé en Principe · Saoedi-Arabië · Senegal · Servië · Seychellen · Sierra Leone · Singapore · Slovenië · Slowakije · Soedan · Somalië · Spanje · Sri Lanka · Suriname · Swaziland · Syrië · Tadzjikistan · Tanzania · Thailand · Togo · Tonga · Trinidad en Tobago · Tsjaad · Tsjechië · Tunesië · Turkije · Turkmenistan · Tuvalu · Uruguay · Vanuatu · Venezuela · Verenigde Arabische Emiraten · Verenigde Staten · Vietnam · Wit-Rusland · Zambia · Zimbabwe · Zuid-Afrika · Zuid-Korea · Zweden · Zwitserland
Uitgesloten van deelname: Brunei